# P’yŏnggang
P’yŏnggang (kor. 평강군, Pyonggang-gun) – powiat w Korei Północnej, w prowincji Kangwŏn. W 2008 roku liczył 90 425 mieszkańców. Graniczy z powiatami P’an’gyo i Sep’o od północy, Ich’ŏn oraz Ch’ŏrwŏn od zachodu, Kimhwa od wschodu, a także z należącą do Korei Południowej prowincją Gangwon. Przez powiat przebiega linia kolejowa Kangwŏn, łącząca P’yŏnggang i Kowŏn (prowincja Hamgyŏng Południowy).

## Historia
Przed wyzwoleniem Korei spod okupacji japońskiej powiat składał się z 7 miejscowości (kor. myŏn) oraz 49 wsi (kor. ri). W obecnej formie powstał w wyniku gruntownej reformy podziału administracyjnego w grudniu 1952 roku. W jego skład weszły wówczas tereny należące wcześniej do miejscowości P’yŏnggang, Hyŏnnae, Sŏ (12 wsi), Mokjŏn (8 wsi), Nam (12 wsi – wszystkie należały do powiatu P’yŏnggang), a także Hoeyang (powiat Rangok – 6 wsi). Powiat P’yŏnggang składał się wówczas z jednego miasteczka (P’yŏnggang-ŭp) i 34 wsi.

## Gospodarka
Najważniejsze gałęzie lokalnego przemysłu stanowią rolnictwo i górnictwo. W rolnictwie dominują uprawy ryżu. Na terenie powiatu znajdują się kopalnie złota, wolframu, nefelinu,  ałunitu, cyrkonu i okrzemków.

## Podział administracyjny powiatu
W skład powiatu wchodzą następujące jednostki administracyjne:
| Nazwa jednostki administracyjnej | Rodzaj jednostki administracyjnej | Chosŏn’gŭl |
| -------------------------------- | --------------------------------- | ---------- |
| P’yŏnggang-ŭp                    | miasteczko                        | 평강읍     |
| Kagok-ri                         | wieś                              | 가곡리     |
| Kŏnch'ŏn-ri                      | wieś                              | 건천리     |
| Kŭndong-ri                       | wieś                              | 근동리     |
| Kŭmgok-ri                        | wieś                              | 금곡리     |
| Nam'yang-ri                      | wieś                              | 남양리     |
| Naech'ŏn-ri                      | wieś                              | 내천리     |
| Rangwŏl-ri                       | wieś                              | 랑월리     |
| Rangha-ri                        | wieś                              | 랑하리     |
| Risudŏk-ri                       | wieś                              | 리수덕리   |
| Munbong-ri                       | wieś                              | 문봉리     |
| Munsan-ri                        | wieś                              | 문산리     |
| Pokgye-ri                        | wieś                              | 복계리     |
| Pongnae-ri                       | wieś                              | 봉래리     |
| Sanggap-ri                       | wieś                              | 상갑리     |
| Sangsonggwan-ri                  | wieś                              | 상송관리   |
| Sangwŏn-ri                       | wieś                              | 상원리     |
| Sŏngsan-ri                       | wieś                              | 성산리     |
| Sut'ae-ri                        | wieś                              | 수태리     |
| Sinjŏng-ri                       | wieś                              | 신정리     |
| Apdong-ri                        | wieś                              | 압동리     |
| Okdong-ri                        | wieś                              | 옥동리     |
| Jawŏn-ri                         | wieś                              | 자원리     |
| Jŏnsŭng-ri                       | wieś                              | 전승리     |
| Jŏngsan-ri                       | wieś                              | 정산리     |
| Ch'ŏn'am-ri                      | wieś                              | 천암리     |
| T'apgo-ri                        | wieś                              | 탑거리     |
| Hasong-ri                        | wieś                              | 하송리     |
| Haju-ri                          | wieś                              | 하주리     |
| Haebang-ri                       | wieś                              | 해방리     |
| Hwaam-ri                         | wieś                              | 화암리     |